# Christian Martin (Tischtennisspieler)

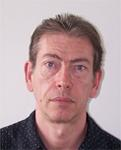
Christian Martin

Christian Martin (geboren 1955 in Lyon) ist ein Tischtennisspieler und -trainer aus Frankreich. Er war Bronzemedaillengewinner bei den Tischtennis-Europameisterschaften 1976 in Prag.

## Werdegang
Christian Martin war Abwehrspieler und Linkshänder.
In den späten 1970er und frühen 1980er Jahren gehörte er zu den besten Defensivspielern der Welt und erreichte 1978 einen Platz unter den ersten 20 in der Tischtennisweltrangliste. In der Europarangliste erreichte er Platz 8. Martins internationale Karriere dauerte von 1972 bis 1988. Von 1988 bis 2000 war er Trainer und Manager der französischen Nationalmannschaft, danach Projektleiter im französischen Tischtennis-Verband. 

## Erfolge als Spieler
- 1972 Junioren-Mannschafts-Europameister
- 1976 Bronzemedaille bei den europäischen Einzelmeisterschaften der Männer
- 1978 Sieger der Hungarian Open im Herreneinzel
- 1980 Französischer Meister im Herrendoppel mit Michel Hoffstetter
- 1981, 1982, 1986 und 1987 französischer Meister im gemischten Doppel mit Brigitte Thiriet
- 1986 Gewinner des europäischen Vereinspokals mit La Trinité Sports Nizza
- 1986 und 1987 Französischer Mannschaftsmeister mit dem Verein La Trinité Sports Nizza

## Erfolge als Trainer
- 1993: Weltmeister mit Jean-Philippe Gatien
- 1994: Mannschafts-Europameister
- 1997: Gewinner der TOP 12 mit Jean-Philippe Gatien.
- 1997: Silbermedaille bei den Mannschaftsweltmeisterschaften